# La Cueva, Guanajuato
La Cueva är en ort i Mexiko.   Den ligger i kommunen Jerécuaro och delstaten Guanajuato, i den sydöstra delen av landet, 150 km nordväst om huvudstaden Mexico City. La Cueva ligger 2 128 meter över havet och antalet invånare är 184.
Terrängen runt La Cueva är kuperad åt nordost, men åt sydväst är den platt. Runt La Cueva är det ganska tätbefolkat, med 70 invånare per kvadratkilometer. Närmaste större samhälle är Maravatío, 18,5 km söder om La Cueva. I omgivningarna runt La Cueva växer i huvudsak blandskog.